# Zowie
Zowie, pseudonimo di Zoe Fleury (Auckland, ...), è una cantautrice neozelandese.

## Biografia
Zowie ha iniziato a ricevere popolarità aprendo i concerti di Katy Perry, Mark Ronson, The Kills e Peaches. Il suo singolo di debutto, Broken Machine, è stato pubblicato nel 2010 ed ha raggiunto la 10ª posizione nella classifica neozelandese, paese nel quale è stato certificato disco d'oro. A maggio 2012 è uscito il suo album di debutto Love Demolition, che si è piazzato in 31ª posizione in madrepatria. Nel medesimo anno ha contribuito al singolo di beneficenza Feel Inside (And Stuff Like That) dei Flight of the Conchords, che è giunto in vetta alla classifica neozelandese.

## Discografia

### Album in studio
- 2012 – Love Demolition

### Singoli
- 2010 – Broken Machine
- 2011 – Bite Back
- 2012 – My Calculator